# 哈克阿基內山
16°18′04″S 70°22′31″W / 16.30111°S 70.37528°W
哈克阿基內山（Jaqhi Jaqhini），是秘魯的山峰，位於該國南部莫克瓜大區，由桑切斯將軍山省的伊丘尼亞區負責管轄，屬於安地斯山脈的一部分，海拔高度5,055米。